# María Grever
María Grever   (León, 14 de setembre de 1885 - Nova York, 15 de desembre de 1951), nascuda com a Maria Joaquina de la Portilla Torres, va ser una compositora de música popular mexicana del segle xx, autora de boleros molt coneguts, a més de ser la primera dona d'aquesta nacionalitat a convertir-se en un artista internacional.

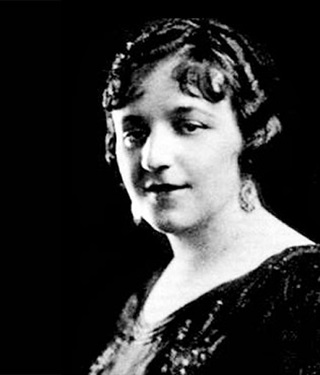
Maria Grever

Encara que algunes de les seves cançons es reconeixen internacionalment, Grever no sol aparèixer en els llibres d'història de la música, i de vegades ni tan sols s'esmenta en la majoria de llistes i enciclopèdies de compositors. Tot i això, va deixar un llegat de música popular que no passa desapercebut per a artistes com ara Plácido Domingo i Aretha Franklin. És autora de música de concert, de música per a pel·lícules i de més d'un miler de cançons populars.

## Biografia i vida personal
Grever va néixer del sevillà Francisco de la Portilla i la seva dona mexicana, Julia Torres, el 14 de setembre de 1894, a la ciutat de Mèxic, Mèxic. El seu nom de família era María de la Portilla. Va estudiar en el Col·legi del Sagrat Cor. Des de nena va rebre educació musical. Amb només nou anys, com a part d'un exercici escolar, va fer la seva primera composició, una nadala amb la seva pròpia lletra. Aquesta composició va ser esmentada pel prestigiós diari The New York Times.
Als sis anys va viatjar a Sevilla (Espanya), ciutat natal del seu pare, on va rebre juntament amb els seus germans formació en anglès, francès, piano i cant. Començà també aleshores una etapa de molts viatges al voltant d'Europa amb la seva família. En un dels viatges va anar a París, i va ser alumna de Claude Debussy i Franz Lenhardt, que li va suggerir que no se subjectés a la tècnica musical i conservés la seva espontaneïtat. Als divuit anys publicaria la seva primera cançó, A una ola, de la qual vendria milers de còpies.
Grever va estudiar piano, violí i veu, encara que un recompte de la seva vida suggereix que va aprendre a llegir música només en els seus últims anys. De fet, la majoria de les seves cançons estan escrites en la mateixa clau. Un article de 1919 sobre un dels seus primers concerts de Nova York el New York Times esmenta que Grever, una soprano, cantava òpera a Madrid a principis de la seva carrera.
El 1916 es va establir a Nova York. Es va casar amb Leo A. Grever, un important empresari petrolier nord-americà; el casament es va fer quatre dies després del de la seva germana.

## La seva obra
A partir de 1926 va començar a escriure les obres més famoses que la portarien a l'èxit. La primera de totes fou "Júrame", interpretada per José Mojica, quan ella encara no era gaire coneguda. En aquells dies, el bolero començava a convertir-se en la música popular del moment. Altres composicions importants que la van portar a la fama van ser "Cuando vuelva a tu lado", "Muñequita linda", "Alma mía" o "Amor, amor", entre d'altres.
En les seves cançons populars d'estil romàntic, va saber expressar de manera lliure i directa però sempre elegant, els desitjos femenins vinculats a la sexualitat i la intimitat de les dones, que fins aleshores havien romàs silenciats per la modèstia i submissió a què la societat les obligava. El to intimista i delicat dels seus textos i melodies, cantats pels grans artistes de l'època i de sempre, Javier Solís, Alfredo Sadel, Libertad Lamarque, Dinah Washington, José Mojica, o més modernament Rod Stewart, Luis Miguel, Natalia Lafourcade…, trencaren esquemes i han assolit sempre l'èxit.
Al New York Times van escriure diversos articles sobre ella: el 1939 va publicar una crítica sobre un concert al Theater Guild, en què Grever va presentar cançons populars i una òpera en miniatura, titulada El cantarito. En aquesta actuació protagonitzava el paper de solista, però va estar acompanyada per altres cantants, músics, un gran cor, grups de ball i fins i tot orquestra. Lloaven Grever afirmant que tenia un "do innat de melodia espontània".
La carrera de Maria Grever no es va limitar a la cançó popular, ja que va musicalitzar diverses pel·lícules per a la Paramount Pictures, així com, posteriorment, per a la 20th Century Fox; va compondre operetes i fins i tot va arribar a dirigir orquestres.
Maria Grever afirmava: "Vaig haver de deixar el meu país i ara, a Nova York, estic interessada en el jazz, en la música moderna, però, sobretot, en la música mexicana, que desitjo presentar als nord-americans. No crec que en sàpiguen gaire. Valdria la pena donar-la a conèixer. Hi ha una riquesa en la cultura de la cançó a Mèxic (el seu origen hispà i indígena i la barreja d'ambdós). Melodia i ritme convergeixen aquí. És el meu desig i ambició presentar les melodies i ritmes nadius en perspectiva real, però amb la flexibilitat necessària per fer una crida a cau d'orella universal".
La investigadora Nayeli Nesme sosté que María Grever era un centre d'atenció artística. Va conrear l'amistat d'Agustín Lara i Pedro Vargas, i també de Julián Carrillo i Enrico Caruso, perquè qui podia interpretar Grever amb un gust belcantista sinó ells? Va ser realment la primera dona mexicana que va transcendir a escala internacional.

## Reconeixement
Després de la seva estada a Nova York, el 1949 va tornar al seu país natal, on li van ser atorgades les Claus de la Ciutat de Mèxic (distinció honorífica), la Medalla al Mèrit Cívic i la Medalla del Cor de Mèxic. Després, va treballar com a presentadora en la cadena de televisió XEW, va explicar la seva vida a la ràdio i va escriure un llibre autobiogràfic.
Segons el mestre Núñez Palau (compositor orquestral): "María Grever no sols va capturar l'ànima de la gent, sinó que va aconseguir acoblar perfectament entre si lletres i músiques. Avui dia molts compositors criden a un altre autor perquè li escrigui les lletres. Ella era una persona formada musicalment i culta que mai va oblidar la música de Mèxic ".
El 15 de desembre de 1951 María Grever morí a la ciutat de Nova York; però, encara segueix present en tota la música llatinoamericana, així com en la vida dels que avui cantem les seves cançons.
El 1953, Tito Davison va filmar la pel·lícula Cuando me vaya, melodrama sobre la vida i obra de María Grever, protagonitzada per la gran Libertad Lamarque.

## Obra

### Música per a pel·lícules
Des del 1920 va treballar per a la Paramount i per a la 20th Century Fox, component les bandes sonores de diverses pel·lícules.

### Cançons populars
El seu primer gran èxit va arribar quan José Mojica va interpretar la seva cèlebre cançó Júrame.
Entre les seves cançons més populars hi ha:
- Así
- Cuando vuelva a tu lado
- Te quiero, dijiste
- Júrame
- Ya no me quieres
- Por si no te vuelvo a ver
- Volveré
- Despedida
- Una alma como la mía
- La casita
- Lamento gitano
- Cuando me vaya
- Alma mía